# Канастеро смугастохвостий
Канасте́ро смугастохвостий (Asthenes maculicauda) — вид горобцеподібних птахів родини горнерових (Furnariidae). Мешкає в Андах.

## Поширення і екологія
Смугастохвості канастеро поширені від південно-східного Перу (Пуно) до західної Болівії (Ла-Пас, Кочабамба), а також на південі Болівії (Тариха) та на північному заході Аргентини (Жужуй, Сальта, Тукуман і північ центральної Катамарки). Вони живуть на високогірних луках пуна та у високогірних чагарникових заростях. Зустрічаються на висоті від 2250 до 4300 м над рівнем моря.